# Gymnodia distincta
Gymnodia distincta är en tvåvingeart som först beskrevs av Stein 1909.  Gymnodia distincta ingår i släktet Gymnodia och familjen husflugor. Inga underarter finns listade i Catalogue of Life.